# Juana Saltitopa
Juana de la Merced Trinidad, también conocida como Juana Saltitopa, fue una activista y militar dominicana que participó en la guerra por la independencia dominicana, en la batalla del 30 de Marzo de 1844 en Santiago de los Caballeros. Su apodo fue “La Coronela”.

## Origen
Juana Saltitopa nació en la comunidad de Jamo en Concepción de La Vega. Fue una muchacha extrovertida y enérgica, que le gustaba trepar a los árboles y saltar de rama en rama. Eso le ganó el sobrenombre de “Saltitopa”.

## Papel en la Guerra de Separación Dominicana
- En el fragor de la pelea Juana Trinidad ocupaba lugar entre los combatientes animándolos y llevando pólvora  a los artilleros.[3]
- Se desempeñó como "aguadora" transportando  agua para las necesidades de las tropas dominicanas y refrescar los cañones.[4]
- Juana Saltitopa realizó labores como enfermera, ayudando a curar a los combatientes dominicanos.[5]
- Según Esteban Aybar y Aybar, soldado de la guerra de Guerra de Separación Dominicana y la Guerra de Santo Domingo, Juana se le vio en la Ciudad de Santo Domingo, hacia 1852, ganando sueldo de coronel trabajando para el gobierno. Más tarde, Pedro Santana, ya en el poder, la despidió y la envió de vuelta para el Cibao. Terminadas las campañas separatistas las actividades de “La Coronela” fueron más de la vida privada que de la política. En ese tenor, Esteban Aybar  escribió en sus memorias (publicadas parcialmente por Despradel Batista):  "... la muerte que le dio una mujer de la vida, a un coronel haitiano, la cual se nombraba Merced y por mal apodo (a) Md. Saltaitopa, a esta la conocí anteriormente en Santiago por ser de allí, y el año 1852 la vi en Santo Domingo, ganando un sueldo de coronela, por el Gobierno, pero más tarde Santana por su relajo, le privó del sueldo y empleo y la despachó otra vuelta para el Cibao,..."  Casi siempre andaba, tanto en La Vega como en Santiago, acompañada por dos mujeres: Juana Colón, santiaguera, y Petronila Suárez, vegana.[6]

## Muerte
El 6 de febrero de 1860, «La coronela» murió asesinada, durante un enfrentamiento, entre Nibaje y Marilópez, Camino de Santiago de los Caballeros y ya muy cerca de esta ciudad.

## Honores
El papel de Juana Saltitopa en la guerra de independencia de 1844 del pueblo dominicano contra el país vecino, Haití, ha sido reconocido al nombrar escuelas, calles y  y sectores con su nombre.
1. La calle Juana Saltitopa  es una vía muy transitada y comercial, que se inicia en la avenida Mella, sector de Villa Francisca, y termina en la calle 17, de Villa María, Santo Domingo.[8]
2. También la ciudad de Santiago tiene una calle que lleva su nombre, en el Ensanche Bolívar.[9]
3. El liceo que también lleva su nombre está ubicado en La piña, Santo Domingo Oeste.[10]
4. Hay un barrio así nombrado en Santo Domingo Oeste.[11] 18°31′11″N 70°02′21″O / 18.5198475, -70.0391491
5. En su natal ciudad de La Vega una calle lleva en su honor su nombre.[12]